# Relations entre Chypre du Nord et l'Union européenne
Les relations entre la Chypre du Nord et l'Union européenne présentent des particularités liées à l'histoire récente de l'île de Chypre. Déclarée unilatéralement indépendante de la république de Chypre qui ne gouvernait de facto qu'une partie de l'île, le 15 novembre 1983, à la suite d'une période de tensions et de guerre civile entre les deux principales communautés (Chypriotes grecs et turcs), la république turque de Chypre du Nord (RTCN) est un État politiquement et géographiquement distinct de la partie sud de l'île.
La république de Chypre est membre de l'Union européenne depuis l'élargissement de 2004 ; les instances européennes lui reconnaissent la légitimité à représenter la totalité de l'île. De jure, la demande d'adhésion incluait également le territoire de la RTCN et les représentants Chypriotes turcs ont été invités à participer aux négociations, mais le protocole sur Chypre du traité d'adhésion stipule que l'acquis communautaire est suspendu dans la partie nord de l'île jusqu'à la levée de celle-ci par le « Conseil, statuant à l'unanimité sur proposition de la Commission ».
La RTCN n'est pas reconnue comme nation indépendante par l'Union européenne, ni par ses membres, seule la Turquie la reconnait comme telle. Pour les européens, il s'agit d'une zone occupée militairement par un État tiers (en l'occurrence, la Turquie),. La RTCN fait l'objet d'un isolement de la part des pays occidentaux depuis la déclaration d'indépendance, ce qui affecte notamment son commerce extérieur et ses relations diplomatiques.

## Relations pendant la procédure d'adhésion de Chypre
Lors du processus de négociation d'adhésion de Chypre à l'UE (1995-2002), les Européens n'ont jamais imaginé que les Chypriotes grecs pourraient faire blocage à la réunification, ni que les Chypriotes turcs ne seraient pas intéressés à prendre part au processus d'adhésion. En 1993, un avis de la Commission européenne notifie que l'UE conserve une position « constante et cohérente avec celle des Nations unies sur la légitimité du gouvernement de la république de Chypre et la non-reconnaissance de la république turque de Chypre du Nord ». Pour la partie Nord, l'intégration du Sud au sein de l'UE, au nom de la totalité de l'île est déclarée illégale sur la base du traité de garantie et de la Constitution de la république de Chypre de 1960. En guise de représailles, Rauf Denktaş, alors président de la RTCN, menace de rattacher son pays à la Turquie en cas d'adhésion chypriote, ce qu'il n'a pas fait. La résolution du différend n'a pas été retenu comme préalable à l'adhésion chypriote. En 2004, un référendum sur le plan Annan (plan de réunification de l'île), soutenu par l'UE et l'ONU a été rejeté par une majorité de Chypriotes grecs mais soutenu par une majorité de Chypriotes turcs.

## Relations depuis 2004 avec l'Union européenne

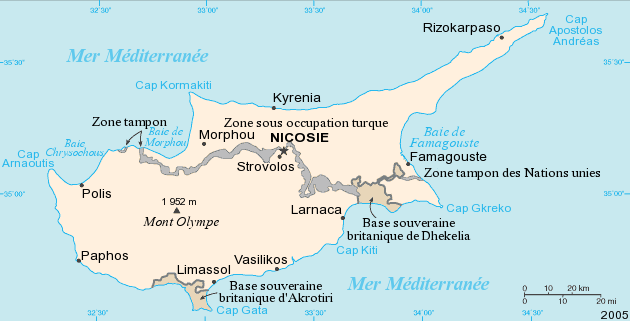
Carte de l'île.

L'Union européenne a ouvert un Office d'aide, situé à Lefkoşa (la partie Nord de Nicosie) et en mai 2015, un bureau d'informations sur l'UE, son rôle dans la région et son fonctionnement.
Les citoyens Chypriotes turcs ont la possibilité d'élire conjointement avec les Chypriotes grecs leurs représentants au Parlement européen. Officiellement, les six eurodéputés représentent la totalité de la population de l'île, ce qui donnerait deux sièges à la communauté turque ; dans les faits, très peu de Chypriotes turcs prennent part à ces élections et les six députés sont issus de la communauté grecque.
Un groupe de contact du Parlement européen a été mis en place pour faciliter les relations extérieures avec le gouvernement nord- chypriote.

## Relations depuis 2004 avec la république de Chypre, au sein de l'UE
Afin de permettre l'entrée de la partie Sud de Chypre dans l'Union européenne, la résolution de la question chypriote ne s'est pas imposée comme un préalable dans l'adhésion du pays ; en revanche, c'est l'une des obligations imposées à la Turquie, adossée à la reconnaissance de l'État chypriote, avant d'envisager toute intégration du pays au sein de l'UE. Cette ligne politique est relativement récente et repose sur une volonté de stabiliser la situation sur l'île pour pouvoir permettre à terme un rapprochement des deux parties.
Or les relations entre la Turquie ; qui ne reconnait pas la légitimité de la république de Chypre ; et cette dernière sont devenues de plus en plus importantes dans les travaux et dialogues engagés entre les deux entités de l'île, les instances européennes et les organisations internationales prenant part à la médiation. A titre d'exemple, les récentes découvertes de gaz naturel dans les deux ZEE, qui font l'objet de litiges avec la Turquie quant à l'exploration et à l'exploitation des réserves sur la base de motifs juridiques et de souveraineté maritime ont poussé l'UE à se positionner en soutien de la république de Chypre, et pour un partage des ressources entre les deux parties.
Inversement, Chypre utilise son rôle d'État membre pour faire pression sur la Turquie afin de progresser dans la résolution des nombreux problèmes qui l'oppose à la Turquie et à la RTCN ; les deux gouvernements entament sporadiquement des négociations qui débouchent sur de petites avancées (telles que des passages entre les deux parties de Nicosie, une gestion commune des canalisations de la ville, des autorisations de commercer, etc.), et ce, en fonction de la situation politique (les négociations ont été fortement restreintes avec la crise économique des années 2010), ou d'éléments spécifiques telles que la ligne politique des dirigeants en place. En 2012, présidence du Conseil de l'UE n'a pas permis d'avancer sur le sujet ; en 2015, après l'élection d'un nouveau président en RTCN, des pourparlers ont repris.

## Mesures européennes en faveur de la RTCN
L'Union européenne s'est engagée à aider la population chypriote turque : la stratégie de Bruxelles est d'aider la RTCN dans son développement économique et de l'insérer davantage dans les institutions continentales (au même titre que d'autres pays en développement), sans toutefois la reconnaître. L'UE espère la préparer à une intégration européenne de type RDA et maintenir un dialogue en vue d'une réunification hypothétique,. Les barrières douanières sur quelques produits chypriotes turcs ont été levées depuis 2004.
En 2006, l'UE a adopté le règlement (CE) no 389/2006 pour mettre un terme à l'isolement de la communauté chypriote turque et l'aider à se préparer à la réunification. Une enveloppe de 259 millions d'euros a été affectée au programme pour une durée de cinq ans ; celui-ci s'inscrit dans le cadre plus large du Reconciliation and Peace Economics in Cyprus, un projet d'étude et d'actions en faveur du rapprochement des communautés mis en place par l'agence de coopération EuropeAid. Depuis 2011, l'assistance se poursuit sous la forme de dotations annuelles de 28 millions d'euros, utilisées pour consolider les résultats atteints et soutenir le processus des Nations unies appelé Action for Cooperation & Trust in Cyprus et conjointement financé avec l'USAID.

## Sources

## Compléments